# Halowe Mistrzostwa Świata w Lekkoatletyce 2006 – bieg na 1500 m kobiet
Bieg na 1500 m kobiet – jedna z konkurencji rozgrywanych podczas halowych mistrzostw świata w lekkoatletyce w 2006. Eliminacje odbyły się 11 marca, a finał został rozegrany 12 marca.
Do eliminacji zgłoszonych zostało 17 zawodniczek z 13 państw.
Zawody w tej konkurencji wygrała reprezentantka Rosji Julija Fomienko. Drugą pozycję zajęła zawodniczka także z Rosji Jelena Sobolewa, trzecią zaś reprezentująca Bahrajn Maryam Yusuf Jamal.

## Wyniki

### Eliminacje
Źródło: 
Bieg 1
| Miejsce | Zawodniczka        | Państwo           | Wynik   | Uwagi |
| ------- | ------------------ | ----------------- | ------- | ----- |
| 1.      | Julija Fomienko    | Rosja             | 4:09,92 |       |
| 2.      | Maryam Yusuf Jamal | Bahrajn           | 4:09,93 |       |
| 3.      | Iryna Liszczynśka  | Ukraina           | 4:10,12 |       |
| 4.      | Hind Dehiba        | Francja           | 4:10,73 |       |
| 5.      | Treniere Clement   | Stany Zjednoczone | 4:11,64 |       |
| 6.      | Nahida Touhami     | Algieria          | 4:12,09 | PB    |
| 7.      | Irina Krakoviak    | Litwa             | 4:14,27 |       |
| 8.      | Sonja Roman        | Słowenia          | 4:27,96 |       |

Bieg 2
| Miejsce | Zawodniczka        | Państwo             | Wynik   | Uwagi |
| ------- | ------------------ | ------------------- | ------- | ----- |
| 1.      | Maria Martins      | Francja             | 4:14,34 |       |
| 2.      | Jelena Sobolewa    | Rosja               | 4:14,51 |       |
| 3.      | Corina Dumbrăvean  | Rumunia             | 4:14,76 |       |
| 4.      | Natalija Tobias    | Ukraina             | 4:15,55 |       |
| 5.      | Mestawot Tadesse   | Etiopia             | 4:15,61 | SB    |
| 6.      | Tiffany McWilliams | Stany Zjednoczone   | 4:15,80 |       |
| 7.      | Nuria Fernández    | Hiszpania           | 4:17,12 |       |
| 8.      | Katrina Wootton    | Wielka Brytania     | 4:17,90 |       |
| 9.      | Sonja Stolić       | Serbia i Czarnogóra | 4:19,94 | PB    |

### Finał
Źródło: 
| Miejsce | Zawodniczka        | Państwo           | Wynik   | Uwagi |
| ------- | ------------------ | ----------------- | ------- | ----- |
| 01 !    | Julija Fomienko    | Rosja             | 4:04,70 |       |
| 02 !    | Jelena Sobolewa    | Rosja             | 4:05,21 |       |
| 03 !    | Maryam Yusuf Jamal | Bahrajn           | 4:05,53 |       |
| 4.      | Hind Dehiba        | Francja           | 4:05,67 | NR    |
| 5.      | Iryna Liszczynśka  | Ukraina           | 4:07,82 | SB    |
| 6.      | Corina Dumbrăvean  | Rumunia           | 4:08,29 |       |
| 7.      | Treniere Clement   | Stany Zjednoczone | 4:11,21 |       |
| 8.      | Maria Martins      | Francja           | 4:15,17 |       |
| 9.      | Nahida Touhami     | Algieria          | 4:19,44 |       |